# さいたま市春おか広場
さいたま市春おか広場（さいたましはるおかひろば）は、埼玉県さいたま市見沼区にある公園である。現在は指定管理者として「毎日・首都圏共同事業体」が管理・運営している。設置名称は「さいたま市農村広場」。

## 施設
- 研修施設、多目的広場、ソフトボール場、花畑、芝生広場からなる。敷地面積は14.0 ha。花畑では季節によりさまざまな花を見ることができる。
- 農業PR活動として、「春おか野菜市」（毎週土曜日午前中）、「農業体験事業」（5月～8月の4か月間で親子農業体験）、そのほか「太極拳教室」、「ブロンコスチアスクールキッズクラス」、「ボディメイキングエクササイズ」、「フラメンコ教室」、「金継ぎ教室」、「和太鼓教室」などのイベントも随時開催されている。
- 入園無料だが開園時間が設定されており、常時開園ではない。時間外は公道や敷地外に通じる大小全てのゲートが閉じられ、入園は一切不可能である。